# 8미리 (영화)
8미리(8MM)는 미국에서 제작된 조엘 슈마허 감독의 1999년 미스터리, 범죄, 스릴러 영화이다. 니콜라스 케이지 등이 주연으로 출연하였고 주디 호프런드 등이 제작에 참여하였다.
이 영화는 부정적인 평가를 받았으나 박스 오피스에서는 성공하였다. 후속작 8미리 2가 2005년 개봉하였으나 두 영화의 스토리라인은 서로 관계가 없다.

## 출연

### 주연
- 니콜라스 케이지

### 조연
- 호아킨 피닉스
- 제임스 갠돌피니
- 피터 스토메어
- 안소니 힐드
- 크리스 바우어
- 캐서린 키너
- 앤 지 버드

## 제작진
- 공동제작: 제프 레빈
- 미술: 게리 위즈너
- 의상: 모나 메이
- 배역: 말리 핀

## MBC 성우진 (2002년 5월 25일)
- 이정구 - 톰 웰즈 (니콜라스 케이지)
- 이종오 - 에디 (제임스 갠돌피니)
- 황윤걸 - 디노 (피터 스토메어)
- 표영재 - 맥스 (호아킨 피닉스)
- 홍승옥 - 크리스찬 부인 (마이라 카터)
- 김윤정 - 메리앤 엄마 (에이미 모튼)
- 이미자 - 웰즈 아내 (캐서린 키너)
- 이승환
- 최석필
- 이상범
- 김서영
- 김지영
- 이자옥
- 최한